# Langues wakashanes

Carte des groupes principaux des langues wakashanes

Les langues wakashanes sont une famille de langues amérindiennes parlées au Canada, en Colombie-Britannique et aux États-Unis, dans l'État de Washington. Elles forment un ensemble continu le long de la côte Sud de la province, de l'île de Vancouver jusqu'à la péninsule Olympique.

## Classification
- Groupe du wakashan du Sud ou nootkan.
  - Makah
  - Nitinaht
  - Nuuchahnulth
- Groupe du wakashan du Nord ou kwakiutlan 
  - Heiltsuk ou bella-bella
  - Oowekyala
  - Haisla
  - Kwak'wala ou kwakiutl

## Codes
- Code de langue IETF : wak